# Brendon Feeney
Brendon Feeney (* 7. September 1984 in Sacramento, Kalifornien) ist ein US-amerikanischer Balletttänzer.

## Leben
Brendon Feeney wuchs in seinem Heimatstaat Kalifornien in Sacramento auf. 2004 wurde er Mitglied der „Center Stage Dance Academy“. Ausgebildet wurde er am „Northern California Dance Conservatory“ in Roseville von 2006 bis 2009. Nach Abschluss seiner Ausbildung ging er im September 2009 zum Ballettensemble des Theaters Regensburg unter Leitung des Ballettdirektors Olaf Schmidt. Dort tanzte er unter anderem als „Hamlet“ in Nord, Nordwest, als „Benvolio“ in Romeo und Julia und als „Nussknacker“ im gleichnamigen Ballett.
Von 2012 bis 2015 war er Mitglied der Kompanie des Theater Hagen unter Leitung des Ballettdirektors Ricardo Fernando. Dort tanzte er unter anderem in Stücken, wie Alice im Wunderland, Terra Brasilis, Der Schrank der Georgi, Dance Celebration und  Ballett? Rock it!. 2012 trat er zudem wie in Regensburg als „Nussknacker“ auf und brachte das gleichnamige Stück damit zum ersten Mal seit 2004 wieder auf die Theaterbühne in Hagen.
Seit der Spielzeit 2015/2016 arbeitet der amerikanische Tänzer beim Staatstheater Braunschweig.